# Usclas-du-Bosc
Usclas-du-Bosc é uma comuna francesa na região administrativa de Occitânia, no departamento de Hérault. Estende-se por uma área de 4,51 km². Em 2010 a comuna tinha 224 habitantes (densidade: 49,7 hab./km²).